# Slangenlemma
In de homologische algebra, een deelgebied van de wiskunde, is het slangenlemma een stelling die in alle abelse categorieën geldig is, het cruciale gereedschap dat wordt gebruikt voor de constructie van lange exacte rijen. Lange exacte rijen zijn in de homologische algebra en haar toepassingen alomtegenwoordig, bijvoorbeeld in de algebraïsche topologie. Met behulp van het slangenlemma gebouwde homomorfismen worden in het algemeen verbindende homomorfismen genoemd.